# Тип 82
Тип 82 (яп. 82式指揮通信車) — японський командно-штабний бронеавтомобіль.

## Історія створення
Після Другої світової війни розробок бронеавтомобілів не велося, на озброєнні були американські М8 «Грейхаунд». У середині 1970-х років ухвалено рішення про оснащення сухопутних військ командно-штабними та розвідувальними бронеавтомобілями. Проектування розпочалося у 1978 році Дослідницьким інститутом сил самооборони, фірмами «Міцубісі» та «Комацу». Обидві машини повинні були мати загальну конструкцію, силову установку, трансмісію та підвіску коліс. "Комацу" побудувала двовісний експериментальний бронеавтомобіль, а "Міцубісі" тривісний. В результаті випробувань вирішено використовувати колісну формулу 6×6, так як прохідність у формули 4×4 гірша, а також складність з розміщенням гармати 25-мм.
У 1978 році було підписано контракт на розробку та будівництво триосної командно-штабної машини. Головний підрядник "Комацу", субпідрядник - "Міцубісі".
Перші чотири досвідчені командно-штабні бронеавтомобілі були побудовані в 1979 році. Після затвердження в 1980 році п'ятої п'ятирічної програми розвитку збройних сил було оголошено, що перші побудовані бронемашини цієї моделі з 1982 почнуть надходити в частини, дислоковані на Хоккайдо. У 1980-1981 роках проходили випробування, під час яких пробіг перевищив 10 000 км. Наприкінці 1981 року машина прийнята на озброєння під назвою «Тип 82» до сухопутних сил самооборони Японії.
Конституція забороняє експорт озброєння, тому питання про постачання за межі Японії не порушувалося.

## Оператори
Японія — 197 одиниць станом на 2022 рік.